# Epsilon Persei
Pour les articles homonymes, voir Epsilon (homonymie).
Désignations
Epsilon Persei (ε Per / ε Persei) est une étoile multiple de troisième magnitude de la constellation de Persée. Elle est située à environ 540 années-lumière de la Terre.
Epsilon Persei est possiblement un système d'étoiles quadruple. Epsilon Persei A est une binaire spectroscopique dont l'étoile primaire est une étoile bleue de la séquence principale de type B0.5V et de magnitude 2,90. C'est une étoile variable de type Beta Cephei. Il pourrait exister une troisième composante dans ce sous-système spectroscopique.
La quatrième étoile, Epsilon Persei B, est une étoile blanche de la séquence principale de type spectral A2V située à 9,05 secondes d'arc d'Epsilon Persei A.
En astronomie chinoise, Epsilon Persei fait partie de l'astérisme Juanshi, qui symbolise la calomnie.